# Mathigalale, Sakleshpur
Mathigalale là một làng thuộc tehsil Sakleshpur, huyện Hassan, bang Karnataka, Ấn Độ.